# Levigatore Appiani

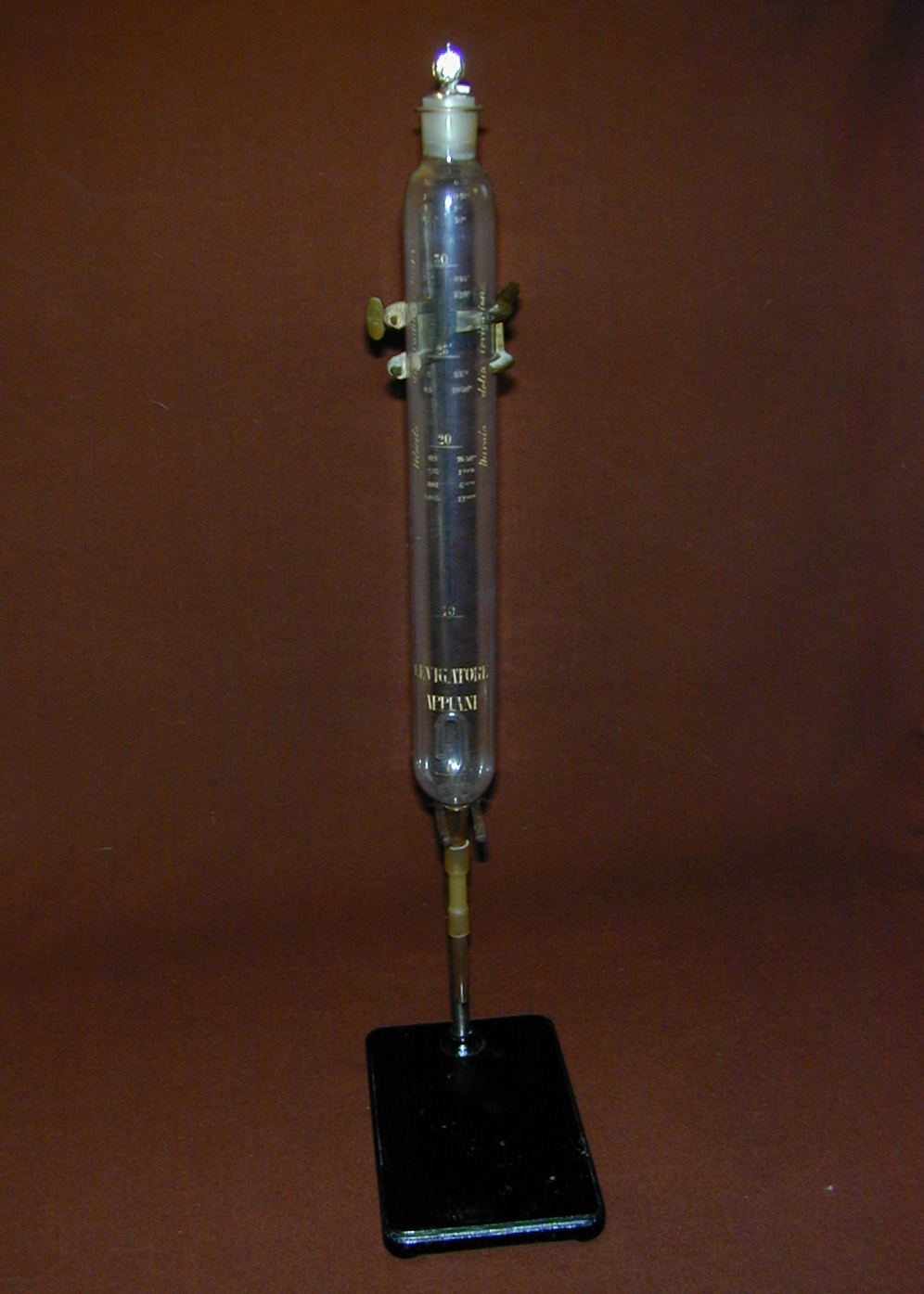
Prototipo di levigatore proveniente dal laboratorio di Giuseppe Appiani (1894 circa). L'esemplare è privo di morsetta sul sifone di uscita.

Il levigatore di Appiani è un apparecchio utilizzato per l'analisi fisica dei terreni. Consente di valutarne la tessitura, ovvero le percentuali di argilla, limo e sabbia presenti nella terra fina del campione di terreno, dopo che dallo stesso è stato eliminato il cosiddetto scheletro ovvero le particelle di diametro superiore ad un valore prefissato (ad esempio 2 mm).

## Descrizione
È un levigatore a sedimentazione: la velocità di sedimentazione delle particelle più grosse essendo maggiore di quella delle fini e finissime esso consente di separare per levigazione in acqua le particelle di diverso diametro costituenti il campione e di classificarle
Si compone di un cilindro di vetro del diametro di 5 cm, dell'altezza di circa 50 cm, sul cui fondo un sifone in vetro, apribile dopo un tempo prefissato mediante rubinetto o morsetta, consente di prelevare le particelle sospese più fini aventi tempi di caduta inferiori al tempo prefissato, mentre le particelle più grossolane si sono depositate al fondo del cilindro. 
Poiché durante l'efflusso una piccola parte delle particelle fini si deposita con le grossolane, non uscendo attraverso il sifone, occorre ripetere la levigazione del deposito con lo stesso tempo finché l'acqua non rimane limpida. Con successivi cicli di levigazione a tempi più brevi si possono separare poi le componenti più grossolane residue del campione. La quantificazione percentuale delle diverse frazioni avviene confrontando il peso delle diverse frazioni prelevate, opportunamente essiccate, con il peso iniziale del campione.
Nel 1887 era stato presentato a Berlino il levigatore di Schoene, un levigatore per circolazione che non era entrato nella pratica ordinaria dei laboratori di chimica agraria, soprattutto là dove interessava la classificazione delle particelle più fini. Nel 1893 Giuseppe Appiani (Inzago 1863-1942), assistente di Chimica Agraria alla Regia Scuola Superiore d'Agricoltura di Milano, presentava il proprio levigatore a sifone ed il relativo metodo di levigazione che incontravano il favore dei laboratori agrari.
Il levigatore ed il metodo di Appiani sono tuttora usati e la semplice apparecchiatura è tuttora reperibile presso i fornitori di strumentazione da laboratorio. La ragione per cui un'apparecchiatura ed un metodo vecchi più di un secolo siano tuttora utilizzati sta probabilmente sia nella semplicità e nelle ridotte dimensioni dell'apparecchio, sia nella affidabilità e ripetitività dei risultati di analisi ottenuti. Tali pregi si manifestano soprattutto quando l'analisi viene spinta a classificare le particelle più minute.